# Dirk Rauin
Dirk Rauin (Hückeswagen, 16 de março de 1957) é um ex-jogador de handebol profissional alemão. Ganhou medalha de prata nos Jogos Olímpicos de Verão de 1984.
Dirk Rauin fez seis partidas com 5 gols. 